# アッサブ国際空港
アッサブ国際空港（アッサブこくさいくうこう、英語：Assab International Airport）とは、エリトリア・デブバウィ・ケイバハリ地方の州都、アッサブにある国際空港。エリトリア航空・ナスエアウェイズがスロットを確保しているが、国際定期航路は設定されていない。アッサブ市内から約5マイル離れている。

## 就航航空会社
- エリトリア航空（アスマラ）
- ナスエアウェイズ（アスマラ）